# Le Deuil et l'Oubli
Le Deuil et l’Oubli (titre original : Far Cry) est un roman de John Harvey publié en 2009 en Angleterre et en 2011 en France dans la collection Rivages/Thriller puis en 2013 dans la collection Rivages/Noir avec le numéro 914. 
Après Traquer les ombres, c’est la deuxième enquête de Will Grayson et Helen Walker, inspecteurs de police à Histon au nord de Cambridge.

## Résumé
En 1995 pendant leurs vacances dans les Cornouailles, deux adolescentes Heather et Kelly partent se baigner malgré le mauvais temps. Elles disparaissent. Après de longues recherches, Kelly est retrouvée prostrée et le corps d’Heather est découvert dans une usine désaffectée. Malgré des doutes, la thèse de l’accident est retenue par la police.
Le temps passe et la mère de Heather, Ruth Pierce a refait sa vie avec un autre homme. Elle a une nouvelle fille, Béatrice.  À l’âge de dix ans, celle-ci disparaît à son tour. Will Grayson et Helen Walker sont chargés de l’enquête dans le Cambridgeshire.